# خانه قادری
خانه قادری مربوط به دوره قاجار است و در شهرستان کاشان، بخش برزک، شهر برزک، محله درب مسجد جامع واقع شده و این اثر در تاریخ ۱۴ اسفند ۱۳۸۵ با شمارهٔ ثبت ۱۷۸۱۰ به‌عنوان یکی از آثار ملی ایران به ثبت رسیده است.